# Przełęcz Isepnicka
Przełęcz Isepnicka (698 m), Przełęcz Izebnicka – przełęcz położona pomiędzy szczytami Cisownik (806 m) oraz Kiczora (Kiczera, 831 m) w Beskidzie Małym. Północno-wschodnie stoki opadają do doliny potoku Wielka Puszcza, południowo-zachodnie do doliny Isepnicy. Od tej ostatniej pochodzi nazwa przełęczy.
Przez Przełęcz Isepnicką biegnie granica między wsiami Międzybrodzie Żywieckie w powiecie żywieckim i Porąbką w powiecie bielskim (obydwie w województwie śląskim).

## Szlaki turystyczne
Mały Szlak Beskidzki na odcinku: Zapora Porąbka – Żar – Kiczora – Przełęcz Isepnicka – Cisownik – Cisowe Grapy – Szeroka Przełęcz (Przysłop Cisowy) – Wielka Góra (Kocierz) – Przełęcz Szeroka – Beskid – Błasiakówka – Przełęcz Kocierska. Czas przejścia: 4:05 h, ↓ 3:30 h.

## Przypisy

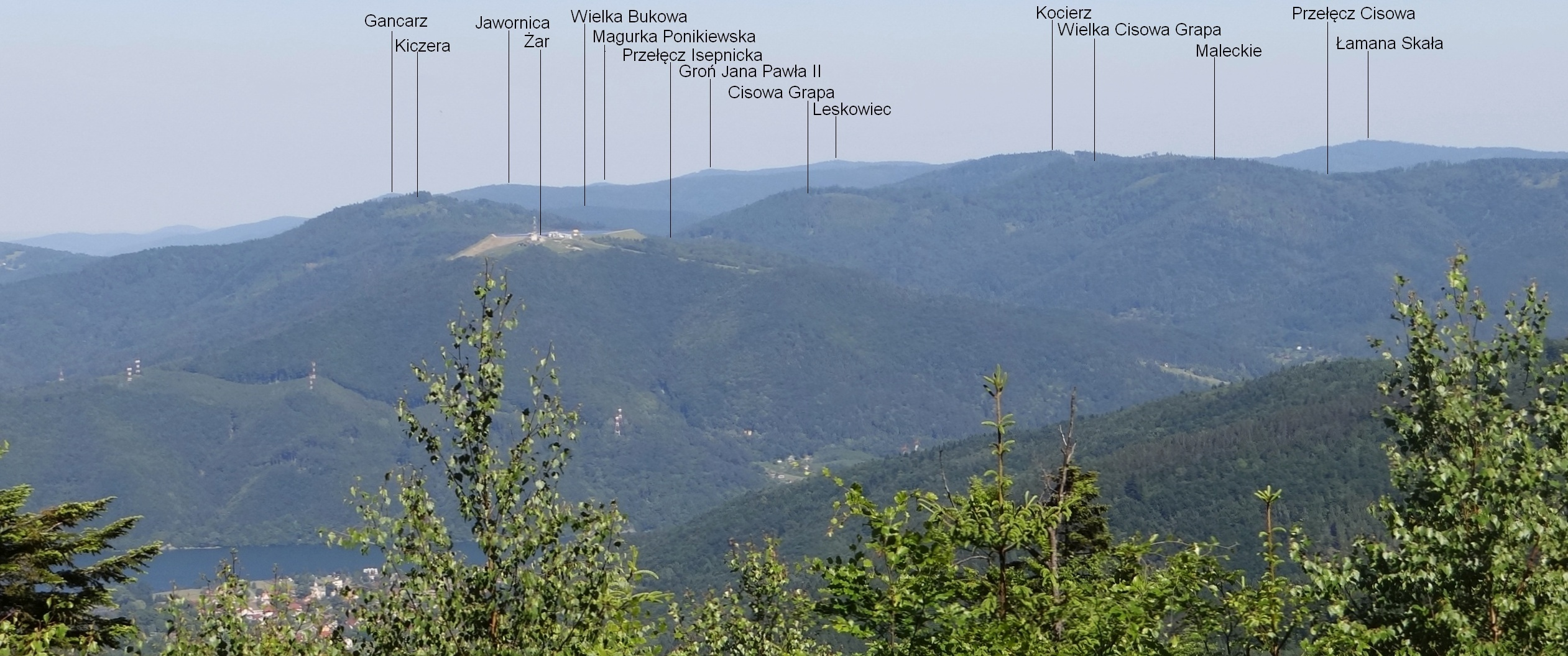
Widok z Magurki Wilkowickiej